# Liste der Bodendenkmäler in Salching
Auf dieser Seite sind die Bodendenkmäler in der niederbayerischen Gemeinde Salching zusammengestellt. Diese Tabelle ist eine Teilliste der Liste der Bodendenkmäler in Bayern. Grundlage ist die Bayerische Denkmalliste, die auf Basis des Bayerischen Denkmalschutzgesetzes vom 1. Oktober 1973 erstmals erstellt wurde und seither durch das Bayerische Landesamt für Denkmalpflege geführt wird. Die folgenden Angaben ersetzen nicht die rechtsverbindliche Auskunft der Denkmalschutzbehörde.

## Bodendenkmäler der Gemeinde Salching

### Bodendenkmäler in der Gemarkung Geltolfing
| Lage                  | Objekt                   | Akten-Nr.     | Bild |
| --------------------- | ------------------------ | ------------- | ---- |
| Geltolfing (Standort) | Siedlung der Latènezeit. | D-2-7141-0159 |      |

### Bodendenkmäler in der Gemarkung Oberpiebing
| Lage                   | Objekt | Akten-Nr.     | Bild |
| ---------------------- | --- | ------------- | ---- |
| Oberpiebing (Standort) | Siedlung der Urnenfelderzeit. | D-2-7141-0163 |      |
| Oberpiebing (Standort) | Siedlung vor- und frühgeschichtlicher Zeitstellung. | D-2-7141-0259 |      |
| Oberpiebing (Standort) | Siedlung des Mittel- und Jungneolithikums (Stichbandkeramik, Gruppen Oberlauterbach und Großgartach, Rössener Kultur, Münchshöfener und Altheimer Kultur), der Bronzezeit, der Hallstattzeit, der späten Latènezeit sowie der Völkerwanderungszeit. | D-2-7141-0274 |      |
| Oberpiebing (Standort) | Siedlung des Mittelneolithikums (Stichbandkeramik, Gruppe Oberlauterbach) und der mittleren römischen Kaiserzeit. | D-2-7141-0275 |      |
| Oberpiebing (Standort) | Bestattungsplatz des frühen Mittelalters. | D-2-7141-0276 |      |
| Oberpiebing (Standort) | Reihengräberfeld des frühen Mittelalters. | D-2-7141-0277 |      |
| Oberpiebing (Standort) | Siedlung der Urnenfelder- und Hallstattzeit. | D-2-7141-0278 |      |
| Oberpiebing (Standort) | Siedlung der frühen Bronzezeit und verebnete Grabhügel vorgeschichtlicher Zeitstellung. | D-2-7141-0279 |      |
| Oberpiebing (Standort) | Siedlung vor- und frühgeschichtlicher Zeitstellung. | D-2-7141-0280 |      |
| Oberpiebing (Standort) | Siedlung und Grabenwerk der Münchshöfener Kultur, Station des Jungpaläolithikums und Siedlungen des Mittelneolithikums (Stichbandkeramik), des Jungneolithikums (Altheimer Kultur), der späten Bronzezeit und der Urnenfelderzeit sowie des frühen und hohen Mittelalters, Bestattungsplatz der Schnurkeramik, der frühen und mittleren Bronzezeit und der Urnenfelderzeit sowie Siedlung und Brandgräber der römischen Kaiserzeit. Siedlung und Bestattungsplatz des frühen Mittelalters. | D-2-7141-0281 |      |
| Oberpiebing (Standort) | Siedlung vor- und frühgeschichtlicher Zeitstellung. | D-2-7141-0283 |      |
| Oberpiebing (Standort) | Siedlung und verebnetes Grabenwerk vor- und frühgeschichtlicher Zeitstellung. | D-2-7141-0285 |      |
| Oberpiebing (Standort) | Verebnete Grabhügel vorgeschichtlicher Zeitstellung. | D-2-7141-0288 |      |
| Oberpiebing (Standort) | Verebneter Grabhügel vorgeschichtlicher Zeitstellung. | D-2-7141-0291 |      |
| Oberpiebing (Standort) | Siedlung vor- und frühgeschichtlicher Zeitstellung. | D-2-7141-0292 |      |
| Oberpiebing (Standort) | Siedlung vor- und frühgeschichtlicher Zeitstellung. | D-2-7141-0293 |      |
| Oberpiebing (Standort) | Untertägige mittelalterliche und frühneuzeitliche Befunde im Bereich der Katholischen Filialkirche St. Michael in Kirchmatting mit zugehörigem Friedhof. Siehe auch: St. Michael (Kirchmatting) | D-2-7141-0354 |      |
| Oberpiebing (Standort) | Untertägige frühneuzeitliche Befunde im Bereich der Katholischen Wallfahrtskirche Mariae Geburt bei Matting und der ehemalige Einsiedlerklause. Siehe auch: Mariae Geburt (Matting) | D-2-7141-0356 |      |
| Oberpiebing (Standort) | Untertägige mittelalterliche und frühneuzeitliche Befunde im Bereich der Katholischen Pfarrkirche St. Nikolaus und ihrer Vorgängerbauten in Oberpiebing mit zugehörigem Friedhof. Siehe auch: St. Nikolaus (Oberpiebing) | D-2-7141-0358 |      |
| Oberpiebing (Standort) | Siedlungen vor- und frühgeschichtlicher Zeitstellung, unter anderem des Alt- und Mittelneolithikums (Linear- und Stichbandkeramik). | D-2-7241-0216 |      |
| Oberpiebing (Standort) | Verebnete Grabhügel vorgeschichtlicher Zeitstellung. | D-2-7241-0217 |      |
| Oberpiebing (Standort) | Verebnete Grabhügel vorgeschichtlicher Zeitstellung. | D-2-7241-0218 |      |

### Bodendenkmäler in der Gemarkung Obersunzing
| Lage                   | Objekt | Akten-Nr.     | Bild |
| ---------------------- | --- | ------------- | ---- |
| Obersunzing (Standort) | Siedlung des Mittelneolithikums (Stichbandkeramik) und des Jungneolithikums (Altheimer Kultur) sowie der Urnenfelder- und der Hallstattzeit. | D-2-7141-0255 |      |

### Bodendenkmäler in der Gemarkung Salching
| Lage                | Objekt | Akten-Nr.     | Bild |
| ------------------- | --- | ------------- | ---- |
| Salching (Standort) | Siedlungen der Linearbandkeramik, des Mittelneolithikums (Stichbandkeramik, Gruppe Oberlauterbach, Rössener Kultur), des Jungneolithikums (Münchshöfener und Altheimer Kultur), der Bronzezeit, der Urnenfelderzeit, der Hallstattzeit, der Latènezeit und der römischen Kaiserzeit sowie Reihengräberfeld des frühen Mittelalters.   | D-2-7141-0294 |      |
| Salching (Standort) | Siedlungen des Alt-, Mittel- und Jungneolithikums (Linearbandkeramik, Stichbandkeramik, Altheimer Kultur), der Bronzezeit, der Hallstattzeit, der Latènezeit und der römischen Kaiserzeit sowie Bestattungsplatz der Glockenbecherkultur.                                                                                             | D-2-7141-0295 |      |
| Salching (Standort) | Siedlung des Mittelneolithikums (Gruppe Oberlauterbach). | D-2-7141-0296 |      |
| Salching (Standort) | Siedlungen der Linearbandkeramik, des Mittelneolithikums (Stichbandkeramik, Gruppe Oberlauterbach), des Jungneolithikums (Rössener Kultur, Münchshöfener Gruppe), der Bronzezeit und der Urnenfelderzeit sowie des frühen Mittelalters.                                                                                               | D-2-7141-0299 |      |
| Salching (Standort) | Siedlungen der Linearbandkeramik, des Mittelneolithikums (Stichbandkeramik, Gruppe Oberlauterbach), des Jungneolithikums (Münchshöfener und Altheimer Gruppe), der Bronzezeit, der älteren Urnenfelderzeit, der Hallstattzeit, der Latènezeit, der römischen Kaiserzeit sowie Körpergräber vor- und frühgeschichtlicher Zeitstellung. | D-2-7141-0302 |      |
| Salching (Standort) | Siedlung der Latènezeit. | D-2-7141-0307 |      |
| Salching (Standort) | Siedlung der Urnenfelder- und Hallstattzeit. | D-2-7141-0308 |      |
| Salching (Standort) | Siedlung und verebnetes Grabenwerk vor- und frühgeschichtlicher und neolithischer Zeitstellung sowie Bestattungsplatz der älteren Urnenfelderzeit. | D-2-7141-0311 |      |
| Salching (Standort) | Verebnete Grabhügel vorgeschichtlicher Zeitstellung. | D-2-7141-0313 |      |
| Salching (Standort) | Siedlung des Jungneolithikums (Altheimer Gruppe) und verebnete Grabhügel vorgeschichtlicher Zeitstellung. | D-2-7141-0314 |      |
| Salching (Standort) | Verebnete vorgeschichtliche Grabhügel mit Kreisgräben und Siedlung vor- und frühgeschichtlicher Zeitstellung. | D-2-7141-0315 |      |
| Salching (Standort) | Verebneter Grabhügel vorgeschichtlicher Zeitstellung. | D-2-7141-0316 |      |
| Salching (Standort) | Siedlung vor- und frühgeschichtlicher Zeitstellung. | D-2-7141-0318 |      |
| Salching (Standort) | Siedlung vor- und frühgeschichtlicher Zeitstellung. | D-2-7141-0320 |      |
| Salching (Standort) | Untertägige mittelalterliche und frühneuzeitliche Befunde im Bereich der Katholischen Filialkirche St. Petrus in Salching und ihres Vorgängerbaus. Siehe auch: St. Petrus (Salching) | D-2-7141-0350 |      |
| Salching (Standort) | Brandgräber der Urnenfelderzeit. | D-2-7141-0457 |      |